# Ousmane Dramé
Ousmane Dramé (Parigi, 25 agosto 1992) è un ex calciatore francese, di ruolo centrocampista.

## Biografia
Nell'aprile 2013, durante la sua militanza al Lecce, fu arrestato dalla polizia per aver aggredito e derubato una prostituta: ad aggravare la posizione del calciatore furono poi le lesioni procurate ad un transessuale che aveva tentato di aiutare la donna.
Sospeso dalla società pugliese in seguito alla denuncia, non vestì più i colori giallorossi.

## Carriera

### Inizi e Italia
Cresciuto prima in Francia nel CFF Paris e nel Guingamp e successivamente in Italia nel Padova, debutta tra i professionisti il 9 aprile 2011 in Serie B sempre con il Padova nella sfida contro il Portogruaro vinta dai padovani 3-1. La stagione successiva si guadagna un posto da titolare nella formazione veneta, segnando anche il suo primo gol da professionista.
Tra il 2012 e il 2014 viene ceduto in prestito in Serie B all'Ascoli e in Prima Divisione al Lecce e Unione Venezia.

### Portogallo
Tornato al Padova nel gennaio 2014, nello stesso mese, rescinde dai veneti e si accasa allo Sporting Lisbona, sul cui contratto fa inserire una clausola rescissoria da 45 milioni di euro e che lo gira alla formazione B.
Il 9 marzo 2014, viene convocato con la prima squadra nella sfida di campionato contro il Vitória Setúbal, senza scendere in campo. Nella stagione 2014-2015, gioca una partita, segnando un gol, con la prima squadra, nella Coppa nazionale contro il Vitória Guimarães. Inoltre viene convocato sempre in coppa, anche per la partita contro il Boavista. Nella stagione 2015-2016, con la prima squadra, viene convocato una sola volta, contro l'Arouca, nella sfida valida per la Coppa nazionale, tuttavia senza scendere in campo.
Il 13 luglio 2016, passa alla Moreirense formazione militante nella Primeira Liga, firmando un contratto della durata di due anni.

## Statistiche

### Presenze e reti nei club
Statistiche aggiornate al 30 settembre 2016.
| Stagione             | Squadra              | Campionato           | Campionato | Campionato | Coppe nazionali | Coppe nazionali | Coppe nazionali | Coppe europee | Coppe europee | Coppe europee | Altre coppe | Altre coppe | Altre coppe | Totale | Totale |
| Stagione             | Squadra              | Camp                 | Pres       | Reti       | Camp            | Pres            | Reti            | Camp          | Pres          | Reti          | Camp        | Pres        | Reti        | Pres   | Reti   |
| -------------------- | -------------------- | -------------------- | ---------- | ---------- | --------------- | --------------- | --------------- | ------------- | ------------- | ------------- | ----------- | ----------- | ----------- | ------ | ------ |
| 2010-2011            | Padova               | B                    | 8+2        | 0          | CI              | -               | -               | -             | -             | -             | -           | -           | -           | 10     | 0      |
| 2011-2012            | Padova               | B                    | 23         | 1          | CI              | 2               | 0               | -             | -             | -             | -           | -           | -           | 25     | 1      |
| Totale Padova        | Totale Padova        | Totale Padova        | 31+2       | 1          |                 | 2               | 0               |               | -             | -             |             | -           | -           | 35     | 1      |
| 2012-gen. 2013       | Ascoli               | B                    | 9          | 0          | CI              | 0               | 0               |               | -             | -             |             | -           | -           | 9      | 0      |
| gen.-giu. 2013       | Lecce                | 1D                   | 2          | 0          | CI+CI-LP        | -+2             | -+1             | -             | -             | -             | -           | -           | -           | 4      | 1      |
| 2013-gen. 2014       | Venezia              | 1D                   | 5          | 0          | CI+CI-LP        | 1+2             | 0+1             | -             | -             | -             | -           | -           | -           | 8      | 1      |
| gen.-giu. 2014       | Sporting CP B        | SL                   | 13         | 6          | -               | -               | -               | -             | -             | -             | -           | -           | -           | 13     | 6      |
| 2014-2015            | Sporting CP B        | SL                   | 33         | 4          | -               | -               | -               | -             | -             | -             | -           | -           | -           | 33     | 4      |
| 2015-2016            | Sporting CP B        | SL                   | 13         | 1          | -               | -               | -               | -             | -             | -             | -           | -           | -           | 13     | 1      |
| Totale Sporting CP B | Totale Sporting CP B | Totale Sporting CP B | 59         | 11         |                 | -               | -               |               | -             | -             |             | -           | -           | 59     | 11     |
| 2014-2015            | Sporting CP          | PL                   | 0          | 0          | TP+TL           | 1+0             | 1+0             | UCL+UEL       | 0+0           | 0             | -           | -           | -           | 1      | 1      |
| 2015-2016            | Sporting CP          | PL                   | 0          | 0          | TP+TL           | 0+-             | 0+-             | UCL+UEL       | -             | -             | SP          | -           | -           | 0      | 0      |
| Totale Sporting CP   | Totale Sporting CP   | Totale Sporting CP   | 0          | 0          |                 | 1               | 1               |               | 0             | 0             |             | -           | -           | 1      | 1      |
| Totale carriera      | Totale carriera      | Totale carriera      | 106+2      | 12         |                 | 7               | 3               |               | 0             | 0             |             | -           | -           | 115    | 15     |

## Palmarès

### Club

#### Competizioni nazionali
- Coppa del Portogallo: 1

Sporting Lisbona: 2014-2015
- Supercoppa di Portogallo: 1

Sporting Lisbona: 2015
- Coppa di Lega portoghese: 1

Moreirense: 2016-2017